# 봄의 나라 이야기
《봄의 나라 이야기》는 대한민국의 걸 그룹 에이프릴의 노래이다. 현주가 탈퇴하고 채경과 레이첼이 합류하고 나서 처음으로 발매된 미니 앨범 《Prelude》의 타이틀곡이다. 짝사랑에 아파하는 한 소녀의 시리도록 아프고 아련하지만 끝내 전하지 못하는 마음을 표현한 노래이며, 곡의 가사는 전부 한국어로 되어 있다.

## 뮤직비디오
- 봄의 나라 이야기 (뮤직비디오) - 유튜브